# Roc de l'Àliga (la Vansa i Fórnols)
El Roc de l'Àliga és una muntanya de 1.591 metres que es troba entre els municipis de la Vansa i Fórnols i de la Ribera d'Urgellet, a la comarca de l'Alt Urgell.